# 맷 멀헌
맷 멀헌(영어: Matt Mulhern, 1960년 7월 21일~)은 미국의 배우이다.
필라델피아에서 태어났다.

## 작품 목록

### 영화
- 트레인렉 (2007년)
- 듀안 홉우드 (2005년)
- 워킹 투 더 워터라인 (1998년)
- 인피니티 (1996년)
- 선체이서 (1996년)
- 버닝 패션: 마가렛 밋첼 스토리 (1994년)
- 테러블 나이트 (1994년)
- 쥬니어 (1994년)
- 건스모크 3 (1992년)
- 법과 질서 (1990년)
- 총각 쫄병 (1988년)
- 더블 보더 (1987년)
- 크레이지 걸 (1986년)